# Paul Smart (regatista)
Paul Hurlburt Smart (Yarmouth, Canadá, 13 de enero de 1892-Darien, 22 de junio de 1979) fue un deportista estadounidense que compitió en vela en la clase Star. Fue padre del también regatista Hilary Smart.
Participó en los Juegos Olímpicos de Londres 1948, obteniendo una medalla de oro en la clase Star. Ganó una medalla de bronce en el Campeonato Mundial de Star de 1948.

## Palmarés internacional
| Juegos Olímpicos   | Juegos Olímpicos      | Juegos Olímpicos  | Juegos Olímpicos |
| Año                | Lugar                 | Medalla           | Clase            |
| ------------------ | --------------------- | ----------------- | ---------------- |
| 1948               | Londres (Reino Unido) | Medalla de oro    | Star             |
| Campeonato Mundial |                       |                   |                  |
| Año                | Lugar                 | Medalla           | Clase            |
| 1948               | Cascaes (Portugal)    | Medalla de bronce | Star             |